# Chezal-Benoît
 Chezal-Benoît  es una población y comuna francesa, situada en la región de  Centro, departamento de Cher, en el distrito de Saint-Amand-Montrond y cantón de Lignières.

## Demografía
| 1436 | 1526 | 1447 | 1315 | 1212 | 977 |
| Para los censos de 1962 a 1999 la población legal corresponde a la población sin duplicidades (Fuente: INSEE [Consultar]) |      |      |      |      |     |